# Iglesia de los Padres Franciscanos
La iglesia de San Antonio de Padua, anteriormente sede parroquial de San Nicolás de Bari y posteriormente conocido como de los Padres Franciscanos, es un templo católico ubicado en el casco histórico de Avilés, Principado de Asturias, España.

## Descripción
Se trata de una iglesia de origen románico, erigida en el siglo XII, que ha sufrido numerosas reformas a lo largo de su historia. De su fase original conserva, en la fachada principal, una portada bajo tejaroz en la que se pueden apreciar elementos escultóricos en capiteles, canecillos, molduras y metopas. De entre las representaciones vegetales y animales, cabe destacar la escena del Pecado Original en uno de los capiteles.
A finales del siglo XV se añadió, en su costado norte y en estilo gótico, la capilla funeraria fundada por Pedro Solís. En sus inmediaciones se encontraba el cementerio de la villa y la capilla exenta de Nuestra Señora de Los Alas, fundada en la primera mitad del siglo XIV y que constituye uno de los ejemplos más representativos del protogótico en Asturias.
En época barroca se erigió, en el extremo opuesto, la capilla del Cristo (sobre el solar que había ocupado una anterior bajo advocación de la Virgen del Rosario). Tras sufrir los estragos de la Guerra Civil y la pérdida de cuantiosos bienes muebles, el que es el edificio de mayor antigüedad conservado en el casco urbano de Avilés se transformó en diversas ocasiones. La principal alteración supuso la construcción, adosado al ábside poligonal, de las dependencias del convento franciscano, derribadas recientemente. Los monjes franciscanos abandonaron el templo en 2013.
En el interior se encuentra la tumba de Pedro Menéndez de Avilés, adelantado de La Florida y fundador de la ciudad más antigua de los Estados Unidos de América: San Agustín. Su sepulcro, al igual que la estatua conmemorativa ubicada en el Parque del Muelle, es obra del escultor Manuel Garci-González.
El conjunto es Bien de Interés Cultural.